# Wutöschingen
Wutöschingen est une commune de Bade-Wurtemberg (Allemagne), située dans l'arrondissement de Waldshut, dans le district de Fribourg-en-Brisgau.

## Personnalités liées à la ville
- Adolf Karl Ludwig Claus (1838-1900), chimiste mort à Horheim.